# Love Me Tender (chanson)
Pour les articles homonymes, voir Love Me Tender.
Singles de Elvis Presley
Don't Be Cruel / Hound Dog Too Much
Love Me Tender est une chanson sentimentale interprétée par Elvis Presley. Elle donne son titre au film Love Me Tender (Le Cavalier du crépuscule en français) dont il est l'acteur principal. La chanson sort à la fois en single et sur l'EP du même nom en 1956.
Les paroles sont de Ken Darby. Pour des raisons contractuelles, sur la version commercialisée par RCA en 1956, le nom de Darby n'apparaît pas sur le disque ni sur les partitions de l'époque. La chanson, éditée par Elvis Presley Music, est co-signée Vera Matson (épouse de Ken Darby) et Elvis Presley.
Alors que Love Me Tender est adaptée de la mélodie de la ballade Aura Lea datant de la guerre de Sécession américaine, composée par George R. Poulton (en) ; elle est enregistrée dans les années 1930 par The Shelton Brothers (en),.

## Histoire
L'enregistrement a lieu le 24 août 1956 à Hollywood dans les studios de la 20th Century Fox. Le producteur du film, David Weisbart, ne voulait pas de Scotty Moore, Bill Black et D.J. Fontana, les musiciens habituels du chanteur. Il est donc accompagné par le Ken Darby Trio, soit Red Robinson à la batterie, Charles Prescott à la basse, Vita Mumolo à la guitare, et Jon Dodson aux chœurs.
Elvis interprète la chanson en public pour la première fois dans l'émission The Ed Sullivan Show le 9 septembre, près d'un mois avant la sortie du disque le 6 octobre. Dans les jours qui suivent la diffusion, RCA reçoit plus d'un million de pré-commandes du 45 tours, ce qui le classe virtuellement n°1 des hit-parades avant même sa publication. Le film, quant à lui, sort en salles le 15 novembre.
Love Me Tender est interprété par Elvis en compagnie de Carl Perkins, Jerry Lee Lewis et Johnny Cash le 4 décembre 1956, pour ce qu'on appelle le Million Dollar Quartet.

## Reprises et adaptations

### Reprises
Parmi les nombreux artistes ayant repris cette chanson,, citons notamment :
- Duane Eddy, sur l'album Twangy Guitar - Silky Strings (1962)
- Percy Sledge, sur Warm & Tender Soul (1966)
- Mick Ronson, sur Slaughter on 10th Avenue (1974)
- Linda Ronstadt, sur Living in the USA (1978)
- Frank Sinatra, sur l'album Trilogy (1980)
- Demis Roussos, sur Reflection (1984)
- Eddy Mitchell, sur Fan Album (1984)
- Willie Nelson, sur la compilation Porky's Revenge! (1985)
- Nana Mouskouri, sur Why Worry (1986)
- Gérard Rinaldi, dans le film Descente aux Enfers (1986)
- Colette Magny, sur l'album Inédits 91 (1991)
- Johnny Hallyday (après avoir chanté une adaptation en français en 1967), reprend la version originale sur l'album Destination Vegas (1996) et en duo avec Sandrine Kiberlain sur la BOF Love Me (2000).
- Stuart Sutcliffe Le seul single enregistré par l'un des premiers bassistes des Beatles[réf. nécessaire].

et aussi Pat Boone, Scotty Moore, Albert King, Merle Haggard, The Jordanaires, The Residents, Holly Johnson, Cliff Richard, Dick Annegarn, Les Têtes Raides etc.

### Adaptations
- Yvette Giraud et Tino Rossi en 1957, les premiers l'on chanté en France dans une adaptation nommée L'amour qui m'enchaîne à toi[5]
- Annie Philippe, en 1965, chante  Une rose, autre adaptation de Love Me Tender par Yzi Spighel[6].
- Johnny Hallyday la chante sous le titre Amour d'été sur l'album Johnny 67 (une adaptation signée Georges Aber).
- En 1996, lors des répétitions de son concert à Las Vegas, Johnny Hallyday enregistre une nouvelle adaptation de Love Me Tender sous le titre Grave-moi le cœur, écrite par Jean Fauque ; resté totalement inédit à la scène et au disque, elle sort en décembre 2023 incluse dans le coffret Johnny Hallyday Symphonique[7],[8] (compilant les albums posthumes Johnny et Johnny Acte II, respectivement parus en 2019 et 2021).

## Réception et postérité
Love Me Tender se classe en tête du Billboard Hot 100 pendant cinq semaines consécutives en novembre et décembre 1956.

## Dans la culture populaire

### Cinéma
- L'acteur Nicolas Cage, la chante dans le film Sailor et Lula (1990) de David Lynch.
- Jessica Simpson l'a interprétée pour la bande originale du film Lilo et Stitch 2 : Hawaï, nous avons un problème!, disponible uniquement sur le cd spécial édition (2005)

Love Me Tender figure également dans de nombreux autres films : Touched by Love, This is Elvis, Porky's Contre-Attaque (reprise de Willie Nelson), 58 minutes pour vivre (reprise de Boîte à musique), Lune de miel à Las Vegas (reprise d'Amy Grant), Backbeat : Cinq Garçons dans le vent, Monica la mitraille (reprise d’Isabelle Blais), Un mariage de princesse (reprise de Norah Jones), California Dreamin' (reprise de Tudor Lakatos), The Baby (reprise de Jordan Rippe)...